# Henri de Dion
Pour les articles homonymes, voir Dion.
Le comte Joseph-Louis Henri de Dion, né à Montfort-l'Amaury le 21 décembre 1828 et mort à Paris le 13 avril 1878, est un ingénieur spécialisé dans les constructions métalliques.

## Carrière
Inventeur des fermes métalliques sans entrait dans les constructions. 
Études en Suisse, puis à l'école centrale des Arts et Manufactures de 1848 à 1851.
Collaborateur d'Eugène Flachat pour la construction du pont de Langon et la restauration de la cathédrale Notre-Dame de Bayeux en 1854 avec son frère Joseph-Louis-Adolphe (ce qui entraîna sa nomination de chevalier de la Légion d'honneur).

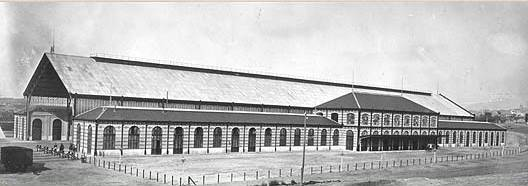
Gare de Delicias à Madrid.

Il construisit plusieurs ponts de fer en Espagne et une gare à Madrid (Celle de Delicias) et une sucrerie à la Guadeloupe (1862).
Spécialisé dans la résistance des matériaux, il dirigea le conservatoire des Arts et Métiers et occupa la chaire de Stabilité des constructions à l'École centrale d'architecture. Il eut pour élève Gustave Eiffel.
Il rentra en France en 1870, lors de la déclaration de guerre, pour participer à la défense du pays, où il se fit enfermer au siège de Paris. Il construisit les redoutes de Champigny sous le feu ennemi, ce qui motiva sa promotion au grade d'officier de la Légion d'honneur en 1870.
Il est président de la société des ingénieurs civils de France en 1877.

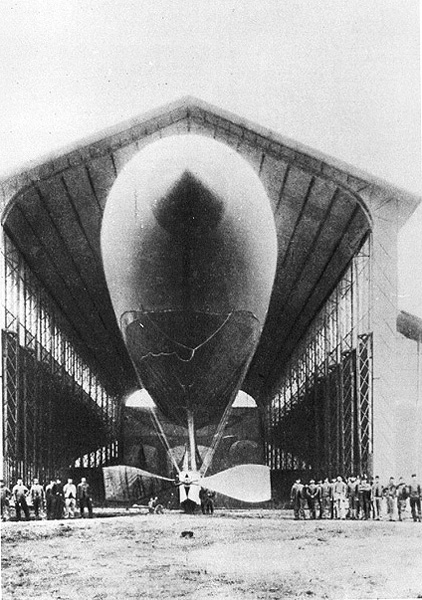
La France dans le hangar Y.

### L'exposition universelle de 1878
Il est responsable des constructions métalliques à l'Exposition universelle de Paris de 1878, mais meurt avant d'avoir terminé. 
- Une partie des bâtiments de la galerie des machines seront reconstruits à Meudon, pour servir de hangar à dirigeables en 1879. Le hangar Y a été conservé et restauré en 2023.
- La Halle 4 de Cardinet, longue de 200 m sera détruite en 2008 par la Mairie de Paris.
- Une autre partie est transférée à Belfort, pour servir d'atelier à la société Dollfus-Mieg.
- Une autre partie sert actuellement de cinéma le long du bassin de la Villette.

## Famille
Fils de Louis-François, deuxième du nom, chevalier, maréchal de camp, chevalier de Saint-Louis et d'Élisabeth-Joseph Le Vaillant du Chastelet.
Il a trois frères et sœurs, ainsi que huit demi-frères et sœurs,.
C'est un cousin germain du père de Jules-Albert de Dion.
Henri de Dion repose au cimetière du Montparnasse, dans la 17e division (grand cimetière).

## Hommages
- Son nom figure sur la Liste des 72 noms de savants inscrits sur la tour Eiffel.
- Chevalier de la Légion d'honneur à titre civil par décret du 11 août 1859 pour les travaux entrepris sur la cathédrale Notre-Dame de Bayeux puis promu officier par décret du 16 octobre 1870 à titre militaire .